# Farmacia Pitti
La Farmacia Pitti è un esercizio storico di Firenze, situato in piazza San Felice 4 rosso.

## Storia e descrizione

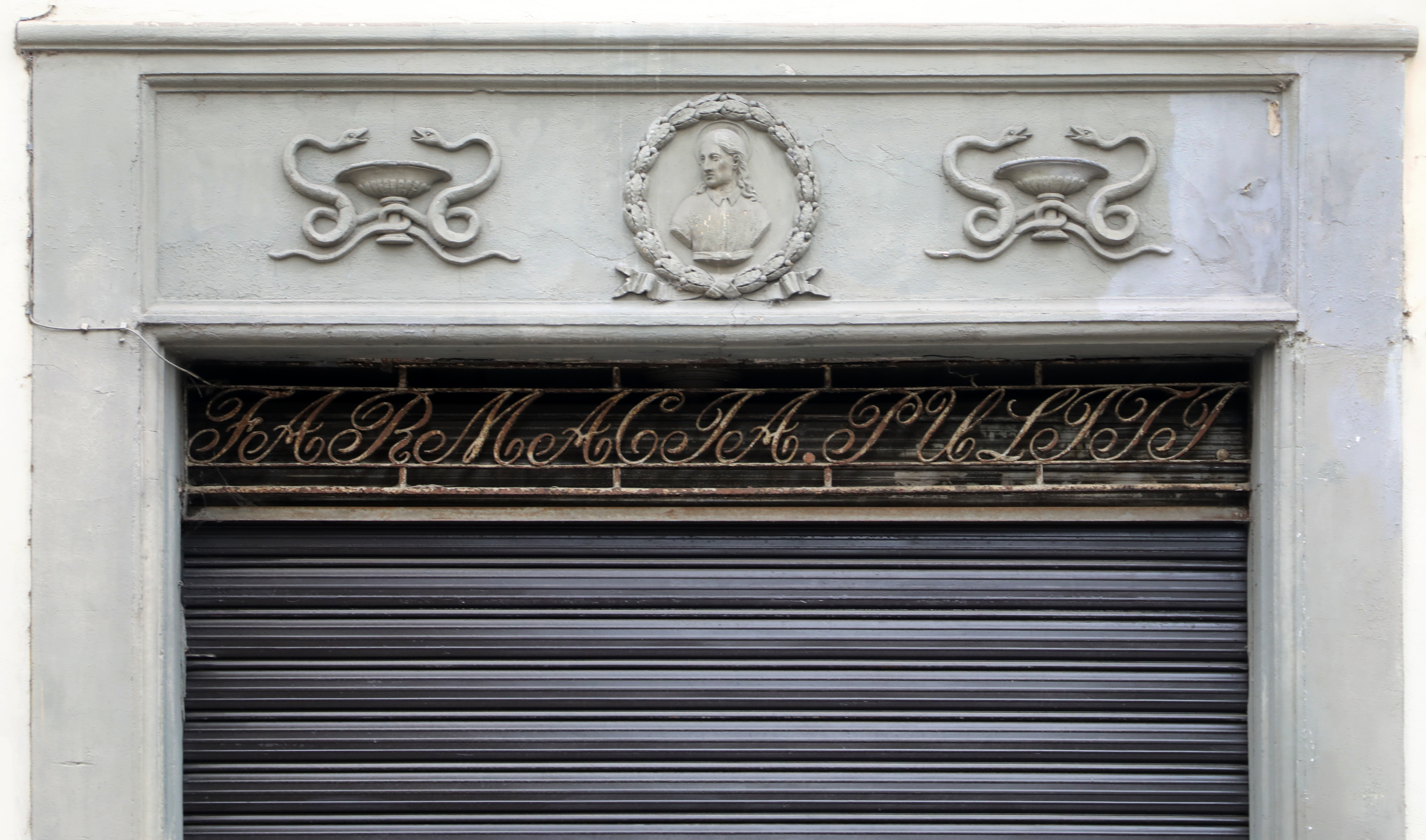
Antica insegna con rilievi e scritta "Farmacia Puliti"

L'edificio si presenta attualmente con un prospetto articolato su quattro piani per quattro assi, frutto di una riconfigurazione attuata nei primi dell'Ottocento, secondo un destino comune anche alle altre case che precedono e seguono, tutte un tempo facenti parte delle Regie Fabbriche e quindi strettamente legate alle trasformazioni della vicina corte di palazzo Pitti. Parte dei locali al terreno sono occupati dalla farmacia Pitti, inserita nell'elenco degli esercizi storici fiorentini, la cui mostra si distingue per la presenza, sull'architrave, ai lati di due serpi attorcigliate alle anse di una coppa (emblema della scienza medica), al centro da un tondo con in rilievo il busto di san Felice. 
È ricordata in piazza San Felice una spezieria fin dal 1427, ancora esistente nel 1666 e che nel 1775 si fuse con la spezieria granducale, qui trasferita da palazzo Pitti. La farmacia attuale e i suoi arredi risalgono tuttavia a un periodo tra il 1805 e il 1837, quando ne fu proprietario Gaspero Puliti di Giovacchino che, già speziale del granduca, aprì questo esercizio anche al pubblico. Il progetto fu redatto da Pasquale Poccianti.
La sala di vendita e l'ambiente retrostante (già destinato a laboratorio e magazzino) contengono tuttora gli arredi neoclassici ottocenteschi, con scaffali divisi da colonne in legno dipinte in bianco e oro. Uno degli arredi più significativi è il banco "a fagiolo", già banco di vendita, coperto da un piano di marmo di Carrara e dotato di numerosi cassetti. Si conservano inoltre numerosi vasi in ceramica e vetro dove erano contenuti e preparati i medicamenti.
Dal 2018 la proprietà dell'edificio ha deciso di destinare l'intero stabile ad attività ricettivo-turistiche, sfrattando l'esercizio, e nonostante la mobilitazione del Comune, della cittadinanza e di altre istituzioni, lo sfratto è diventato effettivo nel febbraio 2022, per cui ha cessato l'attività nel corso di quell'anno. Tuttavia gli arredi della farmacia sono stati vincolati dalla soprintendenza, per cui non potranno essere rimossi dal fondo, che attualmente è rimasto sfitto.